# Лаго Архентино
Лаго Архентино (на испански: Lago Argentino) е голямо сладководно ледниково езеро в Южна Аржентина, разположено в патагонската провинция Санта Крус. Това е най-голямото аржентинско езеро с площ 1415 km², дължина от запад на изток 120 km, ширина до 32 km, обем 219,9 km³, максимална дълбочина 500 m (средна дълбочина 150 m) и тъй като е разположено на 187 m н.в. то е криптодепресия. Спада към 20-те най-дълбоки езера в света и е третото по дълбочина в Америка след езерата Сан Мартин и Буенос Айрес.

## География
Езерото е с ледников произход и е разположено на 187 m н.в., в източното подножие на Патагонските Анди. То се е образувало в резултат от преграждането с крайни морени на водите стичащи се от съседните ледници, разположени на Южнопатагонското ледено поле. Западните му брегове са високи и стръмни, а източните, врязани в Патагонското плато – плоски и равни. Източните му брегове са слабо разчленени, докато западните се разклоняват на два големи фиорда – Брасо Норте (на северозапад) и Темпанос (на югозапад), които от своя страна се разклоняват на още по-малки и тесни фиорди (Брасо Сур, Брасо Рико и др.). Между двата големи фиорда дълбоко в езерото се врязва полуостров Абелянеда, а във фиорда Темпанос – полуостров Магалянес. Западните му части попадат в националния парк Лос Гласиарес. В тази фиордообразна част на езерото се стичат няколко ледника, сред които Перито Морено (Дарвин) и Упсала, както и множество потоци. В източната му част се вливат реките Сентинела, Калафате, Оркета и Леона, като последната изтича от езерото Виедма. Общата площ на водосборният му басейн е 17 000 km². От източния му край изтича река Санта Крус, вливаща се в Атлантическия океан.
На южния му бряг е разположено градчето Ел Калафате, изходен пункт за туризъм и риболов (костур, езерна и дъгова пъстърва, петниста галаксия). До 2000 г. е функционирало летище Лаго Архентино, но поради разрастването на Ел Калафате пистите му са включени в пътната мрежа на града. Днес функциите му се поемат от летище Команданте Армандо Тола, от което се осъществяват национални и международни полети.

## Историческа
Езерото е на около 15 000 години. Открито е през ноември 1782 г. от испанския морски офицер, изследовател на Патагония Франсиско де Виедма и Нарваес (заедно с брат си Антонио) и носи неговото име. По-късно, през 1877 г, то е изследвано и картографирано от аржентинските военни топографи Франсиско (Перито) Морено и Карлос Мояно, които го наименоват със сегашното му име.

## Галерия
- Северният ръкав на Лаго Архентино
- Перито Морено
- Ледникът Перито Морено отблизо
- Айсберг и туристически кораб
- Изглед на езерото от Ел Калафате